# Иван Иванов (кмет)
Вижте пояснителната страница за други личности с името Иван Иванов.
Иван Николов Иванов е български инженер, политик и учен, член-кореспондент на Българска академия на науките.
Той е вторият най-дълго управлявал кмет на София – от 25 май 1934 до 9 септември 1944 г. (10 години, 3 месеца и 15 дни). Този период се определя като „10 златни години за София“. Съдейства и работи за прокарване на Рилския водопровод в София, заради което ген. Владимир Вазов, кмет на София в периода 1926 – 1932 г., го нарича с прякора Рилски, а постижението му смята за подвиг, достоен за фанфари, „които да се чуят по цяла Европа, вместо обидното българско мълчание, с което се възнаграждават подобни подвизи“. Проектант е и на язовир „Бели Искър“. Спомага за благоустройството на Природен парк „Витоша“ (създаден 1934 г.), на него е наречена хоризонталната пътека от с. Железница до кв. „Княжево“.

## Биография

### Ранни години
Роден е на 2 юли 1891 г. в Сливен. Баща му – майор Никола Иванов, е сред героите на Балканската и Междусъюзническата война. Завършва начално образование в Стара Загора, след което заминава да учи в София. През 1903 г. се записва във Военното училище като кадет в III клас и изкарва 5-годишно обучение, завършвайки VII клас като юнкер. Продължава в двегодишния специален курс и завършва първата година (1909), но след това, 18-годишен, напуска училището, решавайки да се насочи към професията на инженер. Още докато е ученик във Военното училище той работи два месеца към Главната дирекция на статистиката, а след това към Софийската областна училищна инспекция и е учител в с. Петърлаш, Царибродско (октомври 1909 – август 1910). През този период изучава немски език.
От есента на 1910 г. Иван Иванов учи хидроинженерно строителство в Мюнхенския технически университет, Германия. След избухването на Балканската война се завръща в България и се включва като доброволец. Участва и в Междусъюзническата война. През 1915 г. се дипломира като строителен инженер. След завръщането си в България, през 1918 г., завършва школа за запасни офицери и е зачислен като поручик в 35-а железопътна строителна дружина. По време на Първата световна война участва като ръководител на строежа на железопътна линия в Македония. През 1920 г. се жени за германката Матилда, от която има три дъщери.

### В администрацията на Столична община
През 1920 година Иван Иванов е назначен за заместник-началник на службата за водоснабдяване на София.
В периода 1924 – 1944 г. публикува статии по проблемите на водоснабдяването на София, тунелното и язовирното строителство, пречистването на водите. Неговите статии са публикувани, както на български, така и на немски, сръбски и румънски език. През 1934 г. по доклад на акад. Георги Бончев е избран за дописен член на Българска академия на науките.
| „                   | Въз основа на извършеното от него досега, особено грандиозния Рилски водопровод, позволявам си, господа членове на Академията, да ви помоля да го приемем за един дописен член, да го направим наш другар, но и туй отличие, което ще му се даде, той амбициран и в бъдеще не ще престане да бъде ценен научен сътрудник в полето на родната техника, което и литературно ще продължи. | “ |
| Акад. Георги Бончев | |   |

Член е на Българското инженерно-архитектурно дружество и на Дружеството за българско-германско културно сближение.
На 25 юли 1925 г. е публикуван Закон за строителство на водопровода „Рила – София“. Иван Иванов е назначен за директор на Дирекция за строителството на водопровода. Командирован е в Австрия, Германия, Италия и Испания за проучване водоснабдяването в тези страни. Строителството се извършва в два етапа. Първият включва участъка Бистрица – София, който е изграден за по-малко от две години и на 24 октомври 1926 г. започва доставянето на вода от реките Янчовска и Стара над с. Бистрица. Вторият етап е от село Бистрица до Рила и реките Бели Искър и Леви Искър. Той започва през 1928 г. Всички главни съоръжения са построени до края на 1932 г. Това са 16,1 km тунели, 35 km канали и 35 km железни тръбопроводи. Тунелите, камерите и каналите са измазани с инертол и на 23 април 1933 г. на специално построения за целта басейн на стадион „Юнак“ е тържествено осветен Рилският водопровод.
Инж. Иван Иванов е удостоен с орден „За гражданска заслуга“ III степен от Министерство на вътрешните работи за успешното завършване на водопровода. Кметът на София, ген. Владимир Вазов, за този му успех го нарича Рилски.

### Кмет на София
Непосредствено след Деветнадесетомайския преврат с постановление на Министерски съвет от 23 май 1934 г. и Указ 210 на цар Борис III е назначен за кмет на София. Негови заместници са Христо Манолов, Тодор Йочев, Христо Стоилов и Радослав Михайлов.
По време на неговото управление започва планомерното изграждане на важни административни сгради. Сред тях са Съдебната палата, Народната библиотека, сградите на Българска народна банка и Министерство на вътрешните работи. Привлича архитектите Димитър Цолов, Иван Васильов, Алекси Квартирников и др. Изградени са също и Централната сграда на Софийския университет (1934), зала „България“ (1937), паметникът на Патриарх Евтимий (1937), Музикалният театър (1938), сградата на Столична община (1939), Военното издателство (1944) и др.
За подобряване на бита на софиянците са построени обществени бани, две летни къпални, 15 нови училища, квартали с фамилни работнически жилища, кухни за бедните.
Осъществява реформи в управлението на Столична община, с които се подобрява дейността ѝ. Разходите на кметството се публикуват в списание „Сердика“. През 1935 г. е създадена Общинска банка. Осигурени са 30 камиона и 830 служители в новосъздадената служба „Чистота“.
На 30 ноември 1935 г. е подписан договор с Акционерно дружество „Оград“ за строеж на стена на язовир „Бели Искър“.
В този период селата Бояна, Горна баня, Драгалевци, Дървеница, Красно село, Княжево, Надежда и Слатина са присъединени към София. На 12 април 1938 г. е утвърдена Наредба-закон за планово и целесъобразно застрояване на София чрез разработването на градоустройствения план от проф. Адолф Мусман, който остава нереализиран заради започналата Втора световна война. Улиците се павират, ремонтират се и се модернизират Борисовата градина и Южният парк, улиците и булевардите се озеленяват. Коритата на Владайската и Перловската река са облицовани с камък. През 1941 г. е открита първата тролейбусна линия в София – от Горна баня до Княжево.
Учредена е награда за писатели и художници с тематични творби за София. Създадена е служба „Културни грижи“ към Столична община. По време на Втората световна война подпомага финансово артисти, писатели и художници. Учредява наградата „За особени заслуги към София“ IV степен. Тя се дава на общински ръководители, държавници и общественици, които са допринесли много за строителния напредък и културния разцвет на града. През 1943 г. се организират изложбите „София в книги и картини“.
Като кмет на София Ив. П. Миленков пише марш в негова чест.

### След Деветосептемврийския преврат
Веднага след Деветосептемврийския преврат (1944) инж. Иванов е арестуван. Първоначално обвиненията срещу него са икономически, а после и политически. На 21 април 1945 г. е осъден от т. нар. Народен съд на доживотен строг тъмничен затвор и конфискация на цялото имущесво. След обжалване присъдата му е намалена на 15 години строг тъмничен затвор. На 9 декември 1946 г. е помилван и освободен от затвора. По нареждане на Георги Димитров е включен в хидротехническото строителство в България. Възстановено е правото му на работа като инженер, тъй като водоснабдяването на София все още не е завършено.
Инж. Иван Иванов и семейството му са изгонени от собствения им дом на бул. „Евлоги Георгиев“ 45, в който са настанени хора на властта, цялото му имущество е отнето в полза на държавата, изключен е от Академията на науките.
През 1947 г. от Министерство на електрификацията му е възложено ръководството на комисия за проучване, проектиране и построяване на язовир „Искър“. През 1948 г. е съдебно реабилитиран. Същата година е назначен за главен инженер на Енергохидропроект. Ръководи проучването на река Искър и поречието му. Изготвен е проект от проектантска група, ръководена от инж. Иван Иванов, и членове инженерите Димитър Митков, Борис Гешов, Боню Колев, Ивета Попова, Сава Тафров, Константин Попов, Спас Занков и др. През 1950 г. започва подготвителната работа за строеж, както и строителството на ВЕЦ „Пасарел“ и ВЕЦ „Кокаляне“.
На тържественото откриване на язовир „Искър“ (тогава наречен „Сталин“) инж. Иван Иванов не е поканен, а името му не се споменава никъде. През 1959 г. по поръчка на Държавния комитет по строителство и архитектура в съавторство с проф. Димитър Яранов и инженерите Константин Попов, Иван Груев, Любомир Наков, Н. Щилянов и съдействието на инженерите Ив. Пейков, П. Дърваров, П. Петков и А. Атанасов, написва и издава книгата "Хидровъзел „Сталин“. По-късно приносът му за напояването в Пловдивско и Хасковско, Каскадата „Белмекен-Сестримо-Чаира“, изграждането на язовир „Жребчево“ е оценен високо.
В края на живота си инж. Иванов боледува тежко. Едва в началото на 60-те години, когато вече не може да изкачва стълбите до жилището на сестра си, където са били приютени след отнемането на дома им, на него и жена му е разрешено да обитават една стая в собствения им имот. Последните си години прекарва прикован от амиотрофична латерална склероза, като постепенно губи способността си да говори. Почива на 20 юни 1965 г. в София.
Членството му в Българска академия на науките е възстановено посмъртно през 1991 г.

## Памет
На Иван Иванов е наречен булевард в София (Карта).
Личният му архив се съхранява във фонд 1353К в Държавен архив – София. Той се състои от 168 архивни единици от периода 1918 – 2005 г.

### За него
- Юлия Йорданова-Панчева. "Столичният кмет инж. Иван Иванов в подкрепа на литературата, живописта и фотографията (1934 - 1944)" - в: сп. "Фотобюлетин", печатен орган на Българско фотографско общество, 2012 г., бр. 4.
- Юлия Йорданова-Панчева. "Филантропът инж. Иван Иванов - царският  кмет на София" - в: Ютопия, личен блог, 17.11.1012.
- Снежана Ракова. „Некоронования цар на София инж. Иван Иванов“. София, Българска история, 2022.[12]

- Елинка Бояджиева. „Изживяна доблест. Биографичен очерк за живота и делото на инж. Иван Иванов, кмет на София 1934-1944 г.“. София, 2007.[13]

- Станислав Колев. "Кметът на София инж. Иван Иванов". София, фондация "Трейс за хората", 2021.
- „Кметът“ – документален филм на режисьорката Адела Пеева, 2009.[14]

- „С мъдрост в сърцето. Инж. Иван Иванов“ – документална постерна изложба на Държавна агенция „Архиви“, 2020.[15]